# Domnișoara Charlot
Domnișoara Charlot (în engleză A Woman) este un film american de comedie din 1915 produs de Jess Robbins și scris și regizat de Charlie Chaplin. În alte roluri interpretează actorii Edna Purviance și Charles Inslee.

## Distribuție
- Charles Chaplin - Gentleman/'Nora Nettlerash'
- Edna Purviance - Daughter of the House
- Charles Inslee - Her Father
- Marta Golden - Her Mother
- Margie Reiger - Father's Lady Friend
- Billy Armstrong - Father's Friend
- Leo White - Idler in the Park